# Balham
Pour l’article homonyme, voir Balham (Londres).
Balham est une commune française située dans le département des Ardennes, en région Grand Est.

## Géographie

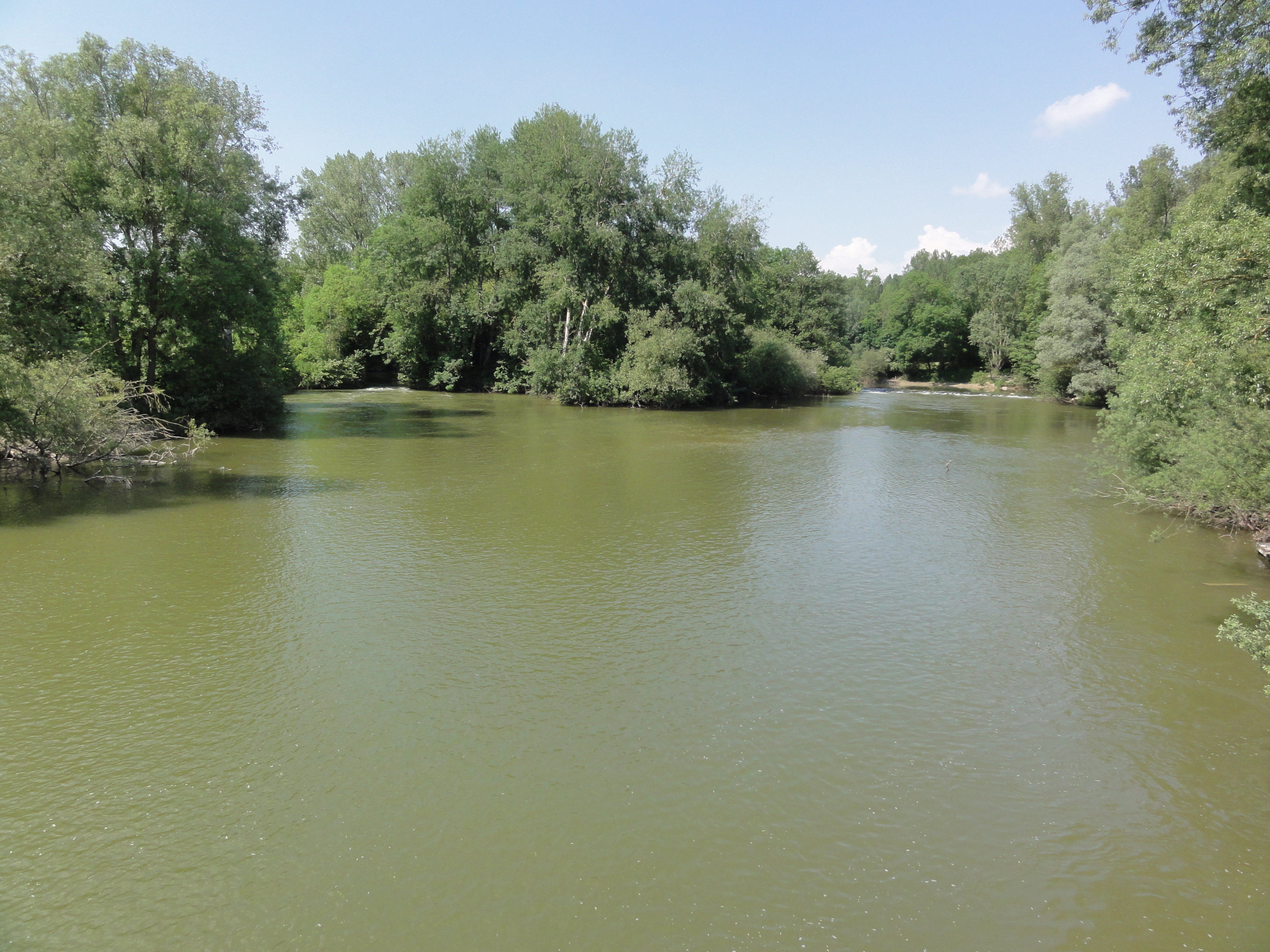
L'Aisne à Balham.

| Saint-Germainmont |        | Gomont               |
|                   | Balham | Blanzy-la-Salonnaise |
| Asfeld            | Aire   |                      |

### Hydrographie
La commune est dans la région hydrographique « la Seine du confluent de l'Oise (inclus) à l'embouchure » au sein du bassin Seine-Normandie. Elle est drainée par le canal des Ardennes  (versant Aisne), l'Aisne et l'Aisne (un cours d'eau homonyme de 2 km de longueur, différent de l'Aisne),.
Le canal des Ardennes (versant Aisne), d'une longueur de 57 km,  est un chenal et un cours d'eau naturel navigable qui a son origine dans la commune de Dom-le-Mesnil et se jette  dans le canal latéral à l'Aisne à Vieux-lès-Asfeld, après avoir traversé 24 communes. Il traverse la commune sur une petite partie extrême sud sur une longueur d'environ 0,1 km.
L'Aisne est un  cours d'eau naturel navigable de 256 km de longueur, traversant les cinq départements Meuse, Marne, Ardennes, Aisne, Oise. Elle est un affluent de rive gauche de l'Oise, ce qui fait d'elle un sous-affluent de la Seine. Elle traverse la commune sur une longueur d'environ 1,8 km.

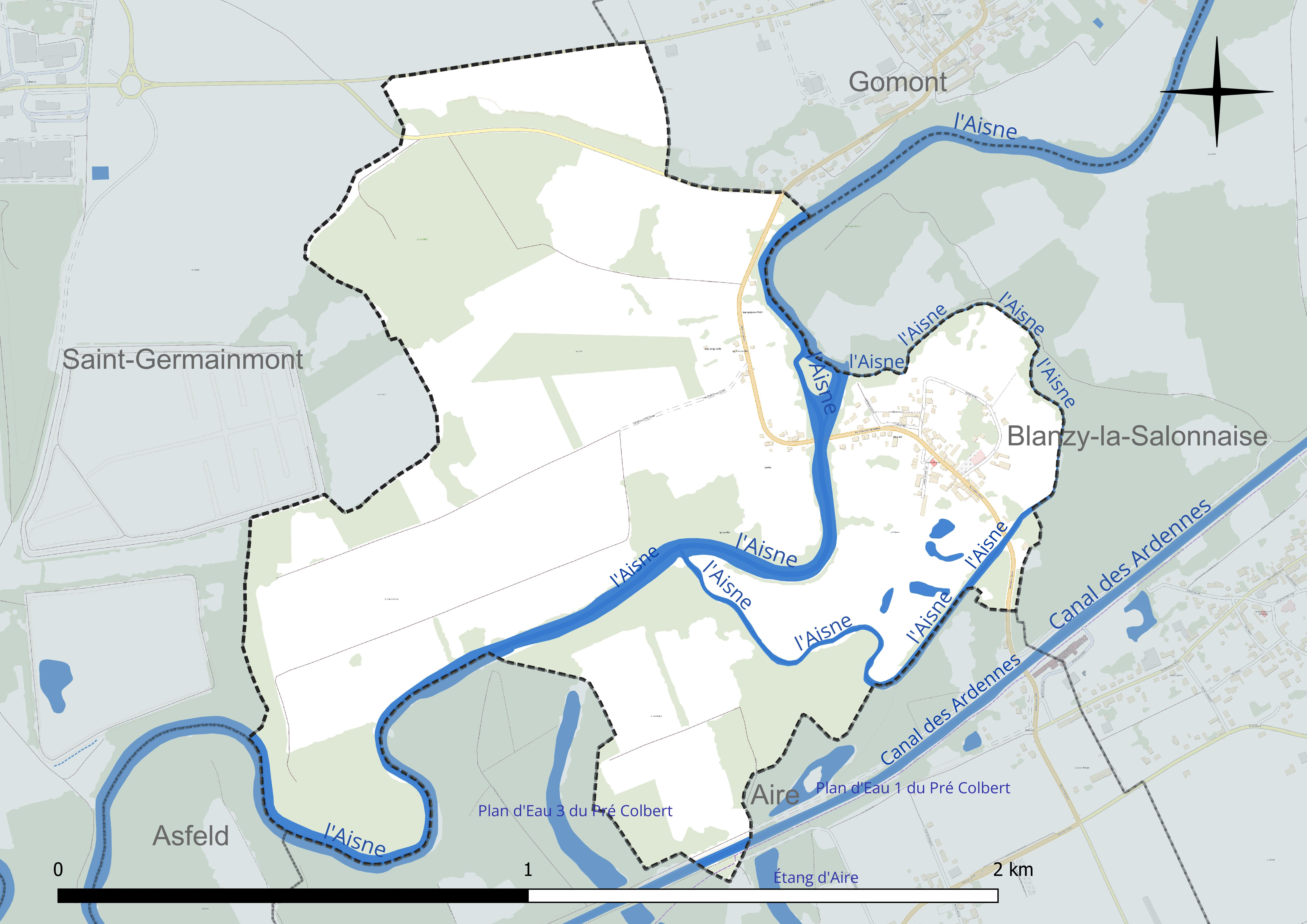
Réseaux hydrographique de Balham.

### Climat
Pour des articles plus généraux, voir Climat du Grand Est et Climat des Ardennes.
En 2010, le climat de la commune est de type climat océanique dégradé des plaines du Centre et du Nord, selon une étude du Centre national de la recherche scientifique s'appuyant sur une série de données couvrant la période 1971-2000. En 2020, Météo-France publie une typologie des climats de la France métropolitaine dans laquelle la commune est exposée à un climat océanique altéré et est dans la région climatique Nord-est du bassin Parisien, caractérisée par un ensoleillement médiocre, une pluviométrie moyenne régulièrement répartie au cours de l’année et un hiver froid (3 °C).
Pour la période 1971-2000, la température annuelle moyenne est de 10,3 °C, avec une amplitude thermique annuelle de 15,4 °C. Le cumul annuel moyen de précipitations est de 694 mm, avec 11,7 jours de précipitations en janvier et 8,7 jours en juillet. Pour la période 1991-2020, la température moyenne annuelle observée sur la station météorologique de Météo-France la plus proche, « Banogne-Recouvrance », sur la commune de Banogne-Recouvrance à 9 km à vol d'oiseau, est de 11,1 °C et le cumul annuel moyen de précipitations est de 773,4 mm. 
La température maximale relevée sur cette station est de 40,8 °C, atteinte le 25 juillet 2019 ; la température minimale est de −14 °C, atteinte le 10 janvier 2003,,.
Les paramètres climatiques de la commune ont été estimés pour le milieu du siècle (2041-2070) selon différents scénarios d'émission de gaz à effet de serre à partir des nouvelles projections climatiques de référence DRIAS-2020. Ils sont consultables sur un site dédié publié par Météo-France en novembre 2022.

## Urbanisme

### Typologie
Au 1er janvier 2024, Balham est catégorisée commune rurale à habitat dispersé, selon la nouvelle grille communale de densité à 7 niveaux définie par l'Insee en 2022.
Elle est située hors unité urbaine. Par ailleurs la commune fait partie de l'aire d'attraction de Reims, dont elle est une commune de la couronne,. Cette aire, qui regroupe 294 communes, est catégorisée dans les aires de 200 000 à moins de 700 000 habitants,.

### Occupation des sols
L'occupation des sols de la commune, telle qu'elle ressort de la base de données européenne d’occupation biophysique des sols Corine Land Cover (CLC), est marquée par l'importance des territoires agricoles (68,1 % en 2018), une proportion identique à celle de 1990 (68,1 %). La répartition détaillée en 2018 est la suivante : 
prairies (62,5 %), forêts (31,6 %), terres arables (5,3 %), mines, décharges et chantiers (0,3 %), zones agricoles hétérogènes (0,2 %). L'évolution de l’occupation des sols de la commune et de ses infrastructures peut être observée sur les différentes représentations cartographiques du territoire : la carte de Cassini (XVIIIe siècle), la carte d'état-major (1820-1866) et les cartes ou photos aériennes de l'IGN pour la période actuelle (1950 à aujourd'hui).

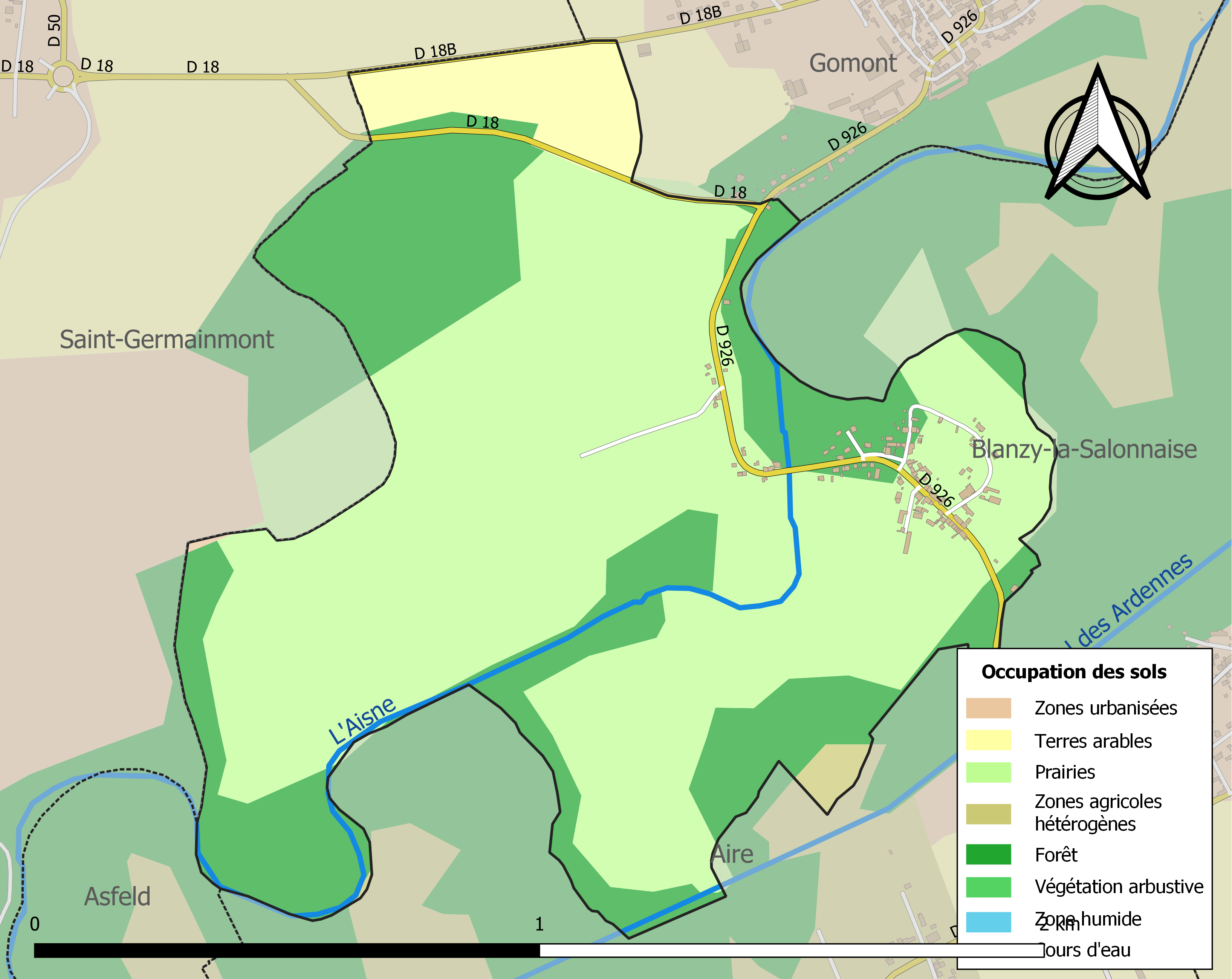
Carte des infrastructures et de l'occupation des sols de la commune en 2018 (CLC).

## Toponymie
D'un nom de personne Ballo + Heim.
Balaan (vers 1172), Balehan (1211-1212).

## Politique et administration
| Période                                  | Période    | Identité           | Étiquette | Qualité |
| ---------------------------------------- | ---------- | ------------------ | --------- | ------- |
| avant 1876                               | après 1877 | Batier             |           |         |
| mars 2001                                | mars 2008  | Jean-Pierre Moraux |           |         |
| mars 2008                                | juin 2020  | Vincent Roland     |           |         |
| juin 2020                                | En cours   | Jean Durand        |           |         |
| Les données manquantes sont à compléter. |            |                    |           |         |

## Démographie
L'évolution du nombre d'habitants est connue à travers les recensements de la population effectués dans la commune depuis 1793. Pour les communes de moins de 10 000 habitants, une enquête de recensement portant sur toute la population est réalisée tous les cinq ans, les populations de référence des années intermédiaires étant quant à elles estimées par interpolation ou extrapolation. Pour la commune, le premier recensement exhaustif entrant dans le cadre du nouveau dispositif a été réalisé en 2007.

En 2022, la commune comptait 150 habitants, en évolution de +8,7 % par rapport à 2016 (Ardennes : −2,97 %, France hors Mayotte : +2,11 %).
| 1793 | 1800 | 1806 | 1821 | 1831 | 1836 | 1841 | 1846 | 1851 |
| ---- | ---- | ---- | ---- | ---- | ---- | ---- | ---- | ---- |
| 259  | 251  | 286  | 314  | 324  | 327  | 310  | 317  | 345  |

| 1866 | 1872 | 1876 | 1881 | 1886 | 1891 | 1896 | 1901 | 1906 |
| ---- | ---- | ---- | ---- | ---- | ---- | ---- | ---- | ---- |
| 320  | 292  | 283  | 283  | 257  | 257  | 238  | 205  | 191  |

| 1911 | 1921 | 1926 | 1931 | 1936 | 1946 | 1954 | 1962 | 1968 |
| ---- | ---- | ---- | ---- | ---- | ---- | ---- | ---- | ---- |
| 201  | 198  | 193  | 160  | 144  | 132  | 151  | 131  | 114  |

| 1975 | 1982 | 1990 | 1999 | 2006 | 2007 | 2012 | 2017 | 2022 |
| ---- | ---- | ---- | ---- | ---- | ---- | ---- | ---- | ---- |
| 115  | 95   | 103  | 125  | 135  | 136  | 121  | 152  | 150  |

## Culture locale et patrimoine

### Lieux et monuments
- Cimetière de Balham dont le portail est inscrit au titre des monuments historiques en 1926[22].
- Église Saint-Jean-Baptiste de Balham.

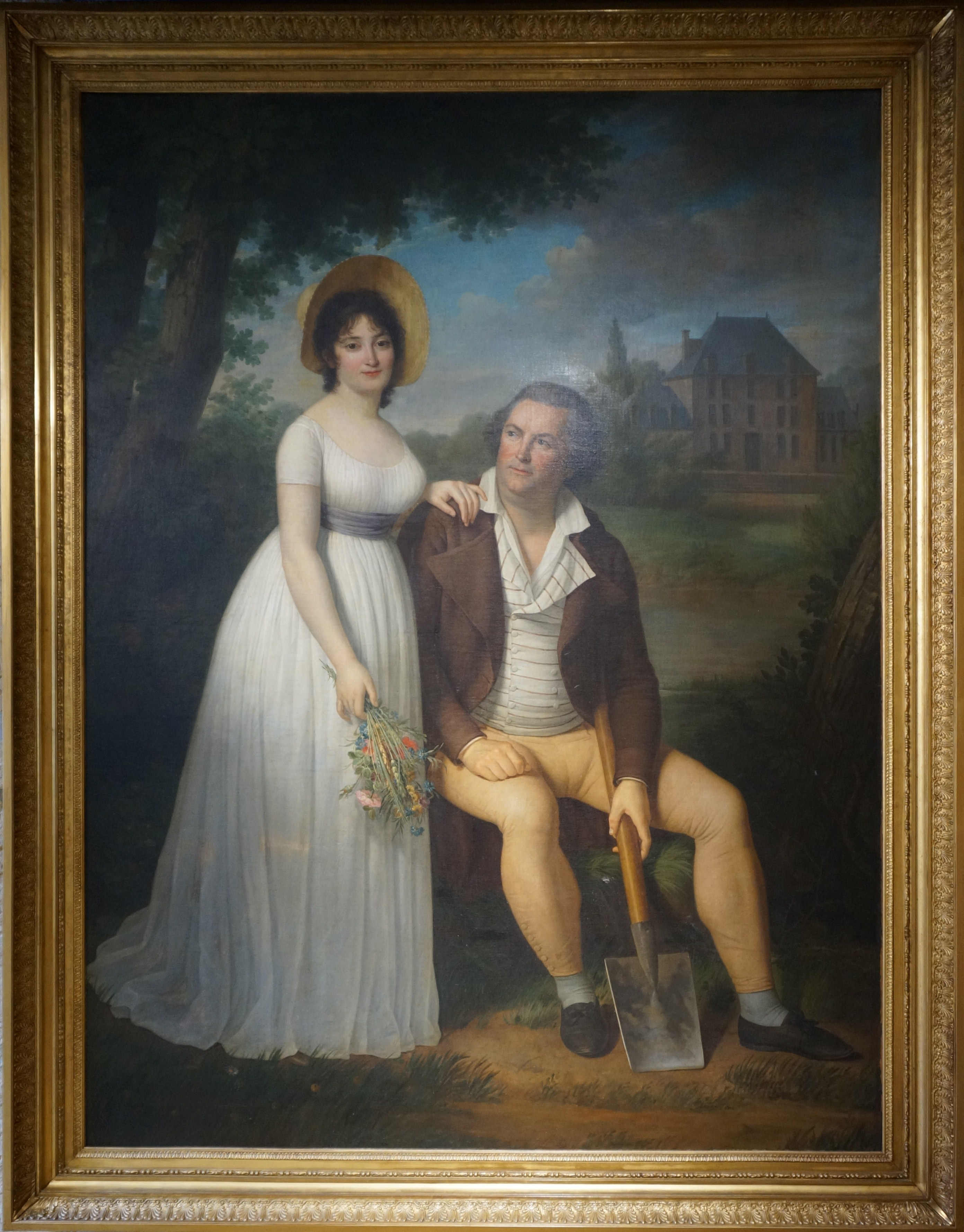
Dubois Crancé et son épouse jardiniers du château de Balham (arrière-plan).
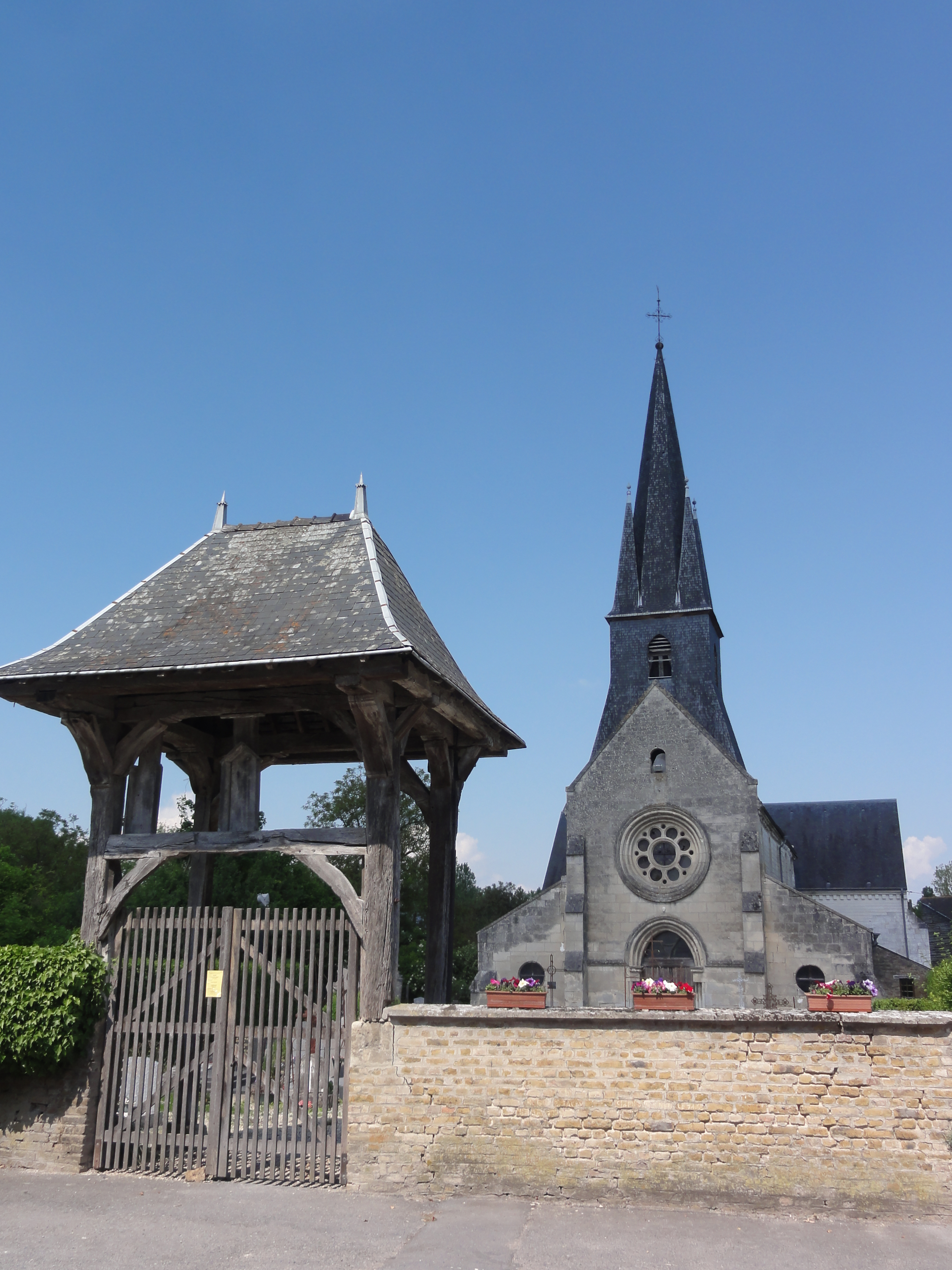
L'église et le portail du cimetière.
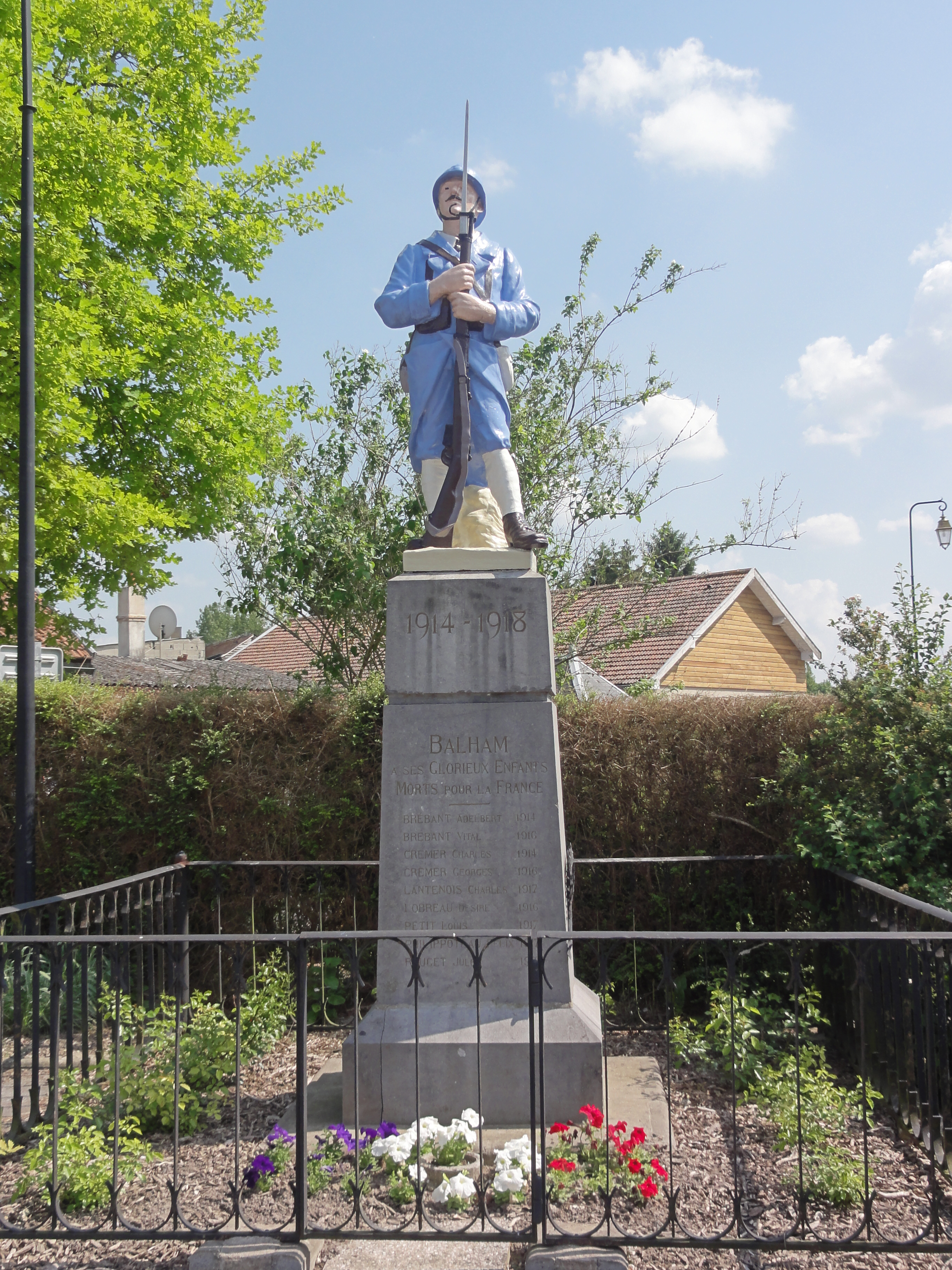
Monument aux morts.
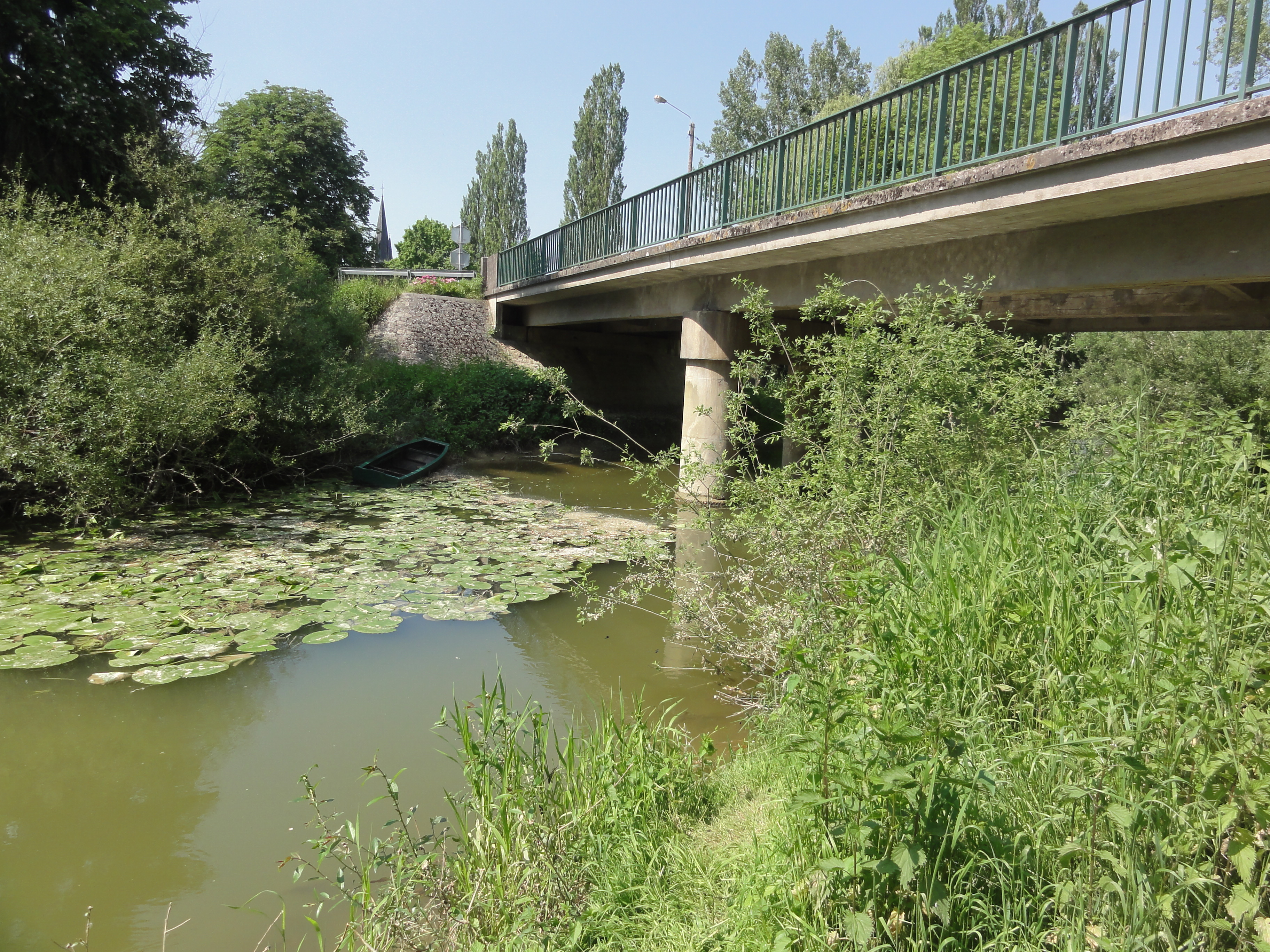
Pont sur le canal de l'Aisne.

### Personnalités liées à la commune
- Edmond Louis Alexis Dubois-Crancé (1747-1814), homme politique de la Révolution, membre du Comité de salut public, général de la République, commissaire aux armées et ministre de la Guerre (14/09/1799 au 10/11/1799), devient maire de Balham après 1800.

### Héraldique
| Blason de Balham | Blason  | D'azur au chevron d'or accompagné de trois glands du même, la cupule en haut, au chef d'or chargé de deux étoiles de gueules. |
| Blason de Balham | Détails | Création MM. Baron, Demoncheaux et Jolly. Adopté le 24 octobre 1998.                                                          |